# Veguilla (Reocín)
La Veguilla es una localidad del municipio de Reocín (Cantabria, España). En el año 2008 contaba con una población de 470 habitantes (INE). La localidad está a una altitud de 37 metros sobre el nivel del mar, y a un kilómetro de la capital municipal Puente San Miguel.
- Datos: Q6159989